# 石广玉
石广玉（1942年10月—），中国大气物理学家。出生于山东淄博。中国科学院大气物理研究所研究员。1968年毕业于山东大学物理系，1982年于日本东北大学获理学博士学位。2011年当选为中国科学院院士。